# هوينشتاين-إرنستال
هوهن اشتاين ارنشتال (بالألمانية: Hohenstein-Ernstthal) هي بلدة ألمانية و Grosse Kreisstadt تقع في ألمانيا في ساكسونيا.  يقدر عدد سكانها بـ 16,344 نسمة .

## المدن التوأمة
مدن بورغهاوزن التوتيغ، هوكنهايم و راينبرغ هي مدن توأمة لـهوهن اشتاين ارنشتال.

## أعلام
- كارل ماي
- بيل آيفي
- غونتر بارتش
- غوتهيلف هاينريش فون شوبرت